# Věra Pauchová
Věra Pauchová, coniugata Šulcová (Strakonice, 28 giugno 1962), è un'ex cestista cecoslovacca.

## Carriera
Con la Cecoslovacchia ha disputato i Campionati europei del 1981, vincendo la medaglia di bronzo.